# Yeoman (Indiana)
Yeoman – miasto w Stanach Zjednoczonych, w stanie Indiana, w hrabstwie Carroll.